# پرنس برنهارد هلند
پرنس برنهارد هلند (به انگلیسی: Prince Bernhard of Lippe-Biesterfeld)، (زاده: ۲۹ ژوئن ۱۹۱۱ – درگذشته۱ دسامبر ۲۰۰۴) برنهارد فردریش ابرهارد لئوپولد جولیوس کورت کارل گاتفرید پیتر گراف فون بیستفلد در آلمان متولد شد و شاهزاده و همسر ملکه یولیانا هلند بود و آنها والدین چهار فرزند از جمله ملکه پیشین هلند بئاتریکس هلند، بودند.
وی همچنین جزو برندگان جایزه پناهندگان نانسن بود.

## مرگ
در ۱۹۹۴ پرنس به یک عمل خارج کردن تومور کولون مبادرت کرد و بعد از مرگ همسرش یولیانا در مارس ۲۰۰۴ به دلیل ابتلا به سرطان در ۱۱ دسامبر ۲۰۰۴ در سن ۹۳ سالگی درگذشت.